# Bentheogennema
Bentheogennema is een geslacht van kreeftachtigen uit de klasse van de Malacostraca (hogere kreeftachtigen).

## Soorten
- Bentheogennema borealis (Rathbun, 1902)
- Bentheogennema burkenroadi Krygier & Wasmer, 1975
- Bentheogennema intermedia (Spence Bate, 1888)
- Bentheogennema pasithea (de Man, 1907)
- Bentheogennema stephenseni Burkenroad, 1940